# Lenzites warnieri
Lenzites warnieri är en svampart som beskrevs av Durieu & Mont. 1860. Lenzites warnieri ingår i släktet Lenzites och familjen Polyporaceae.   Inga underarter finns listade i Catalogue of Life.

## Källor

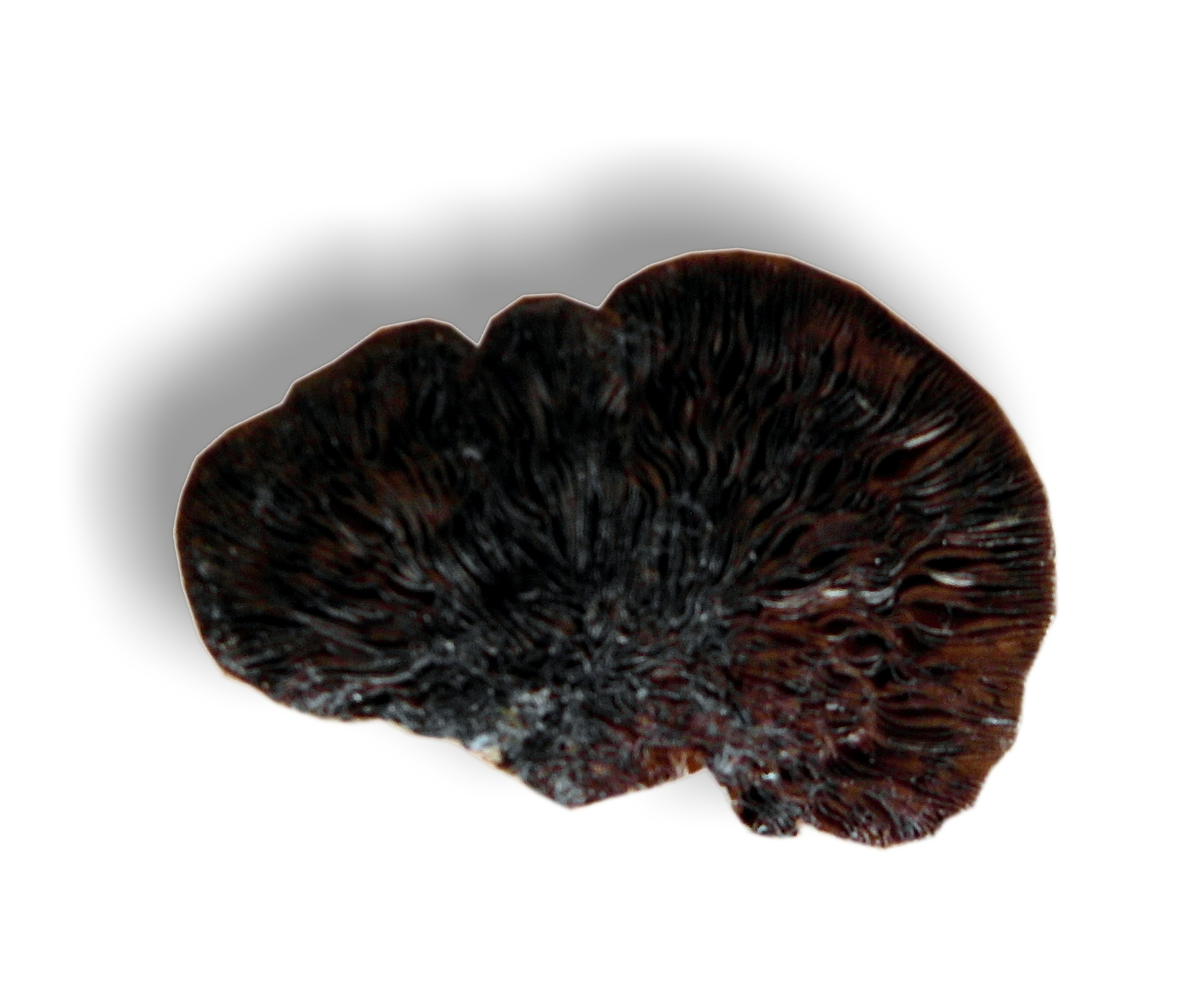
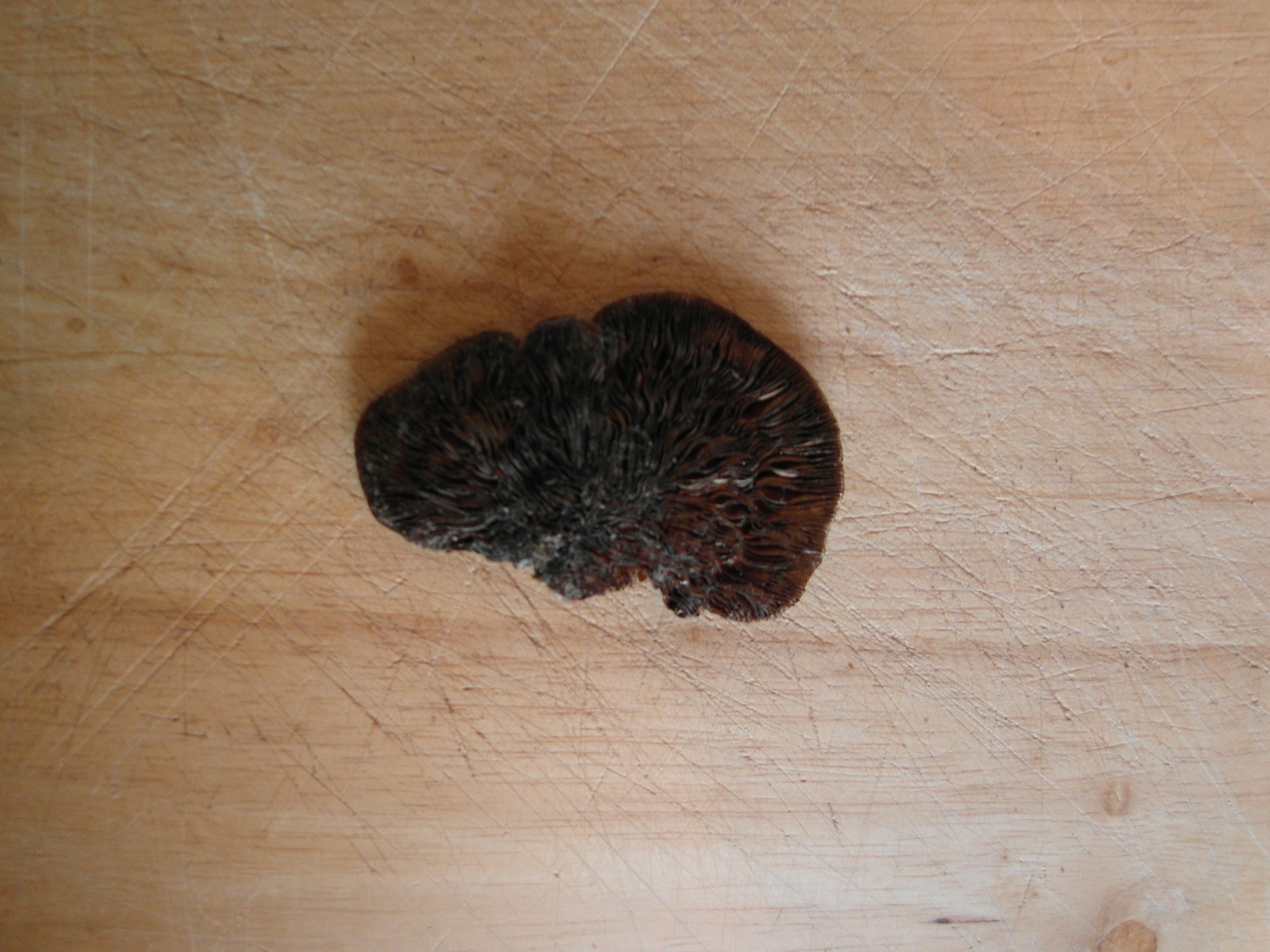
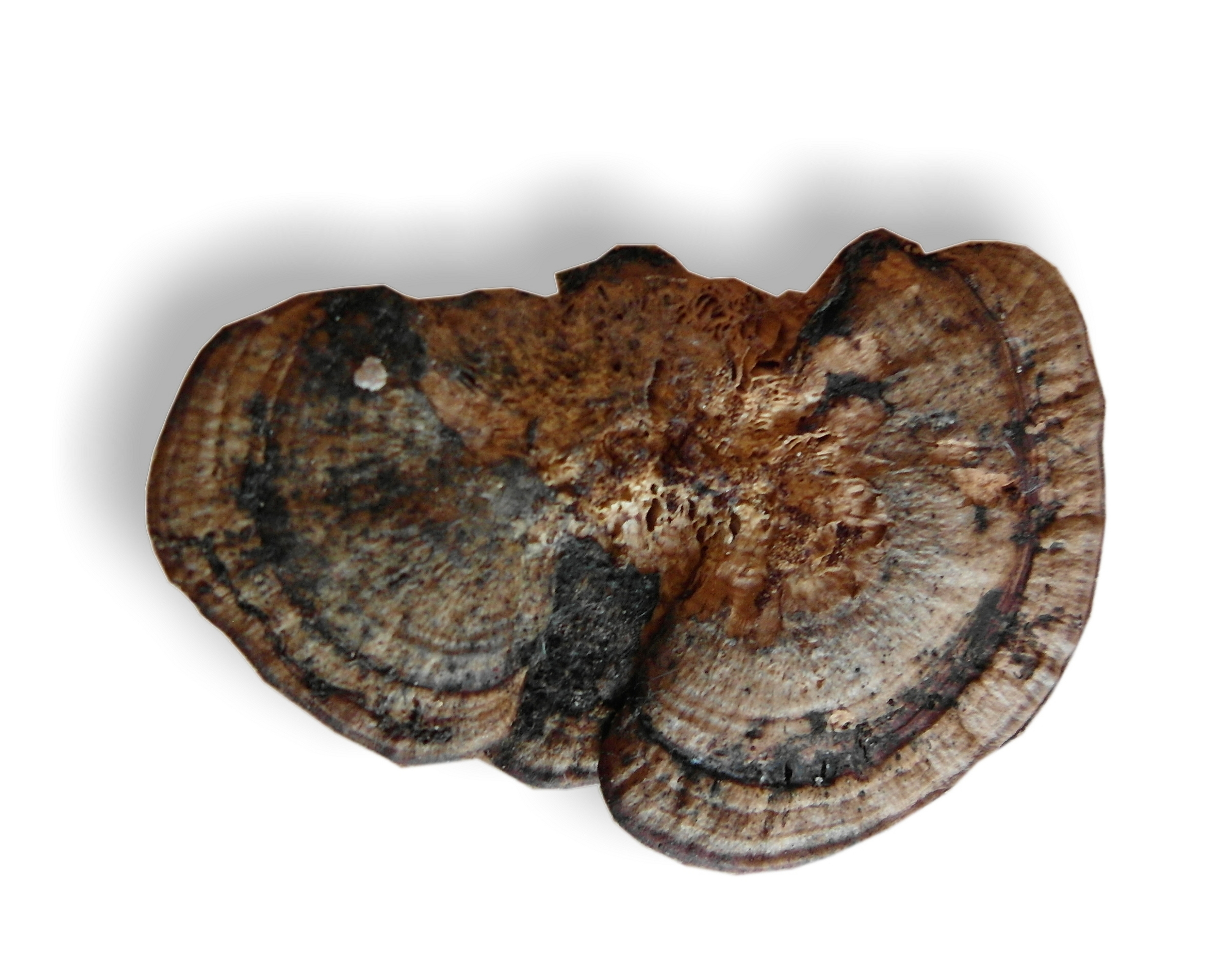
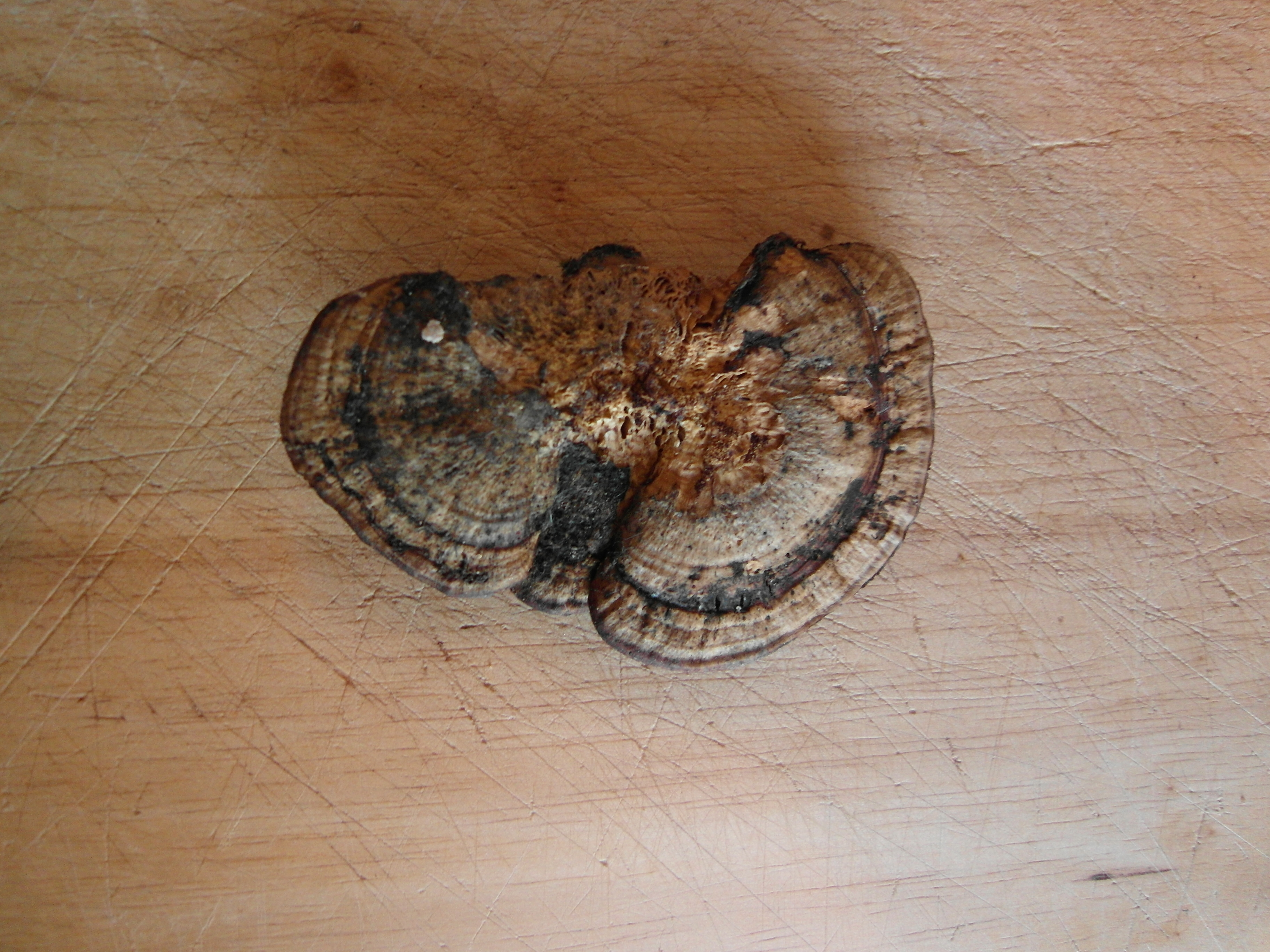
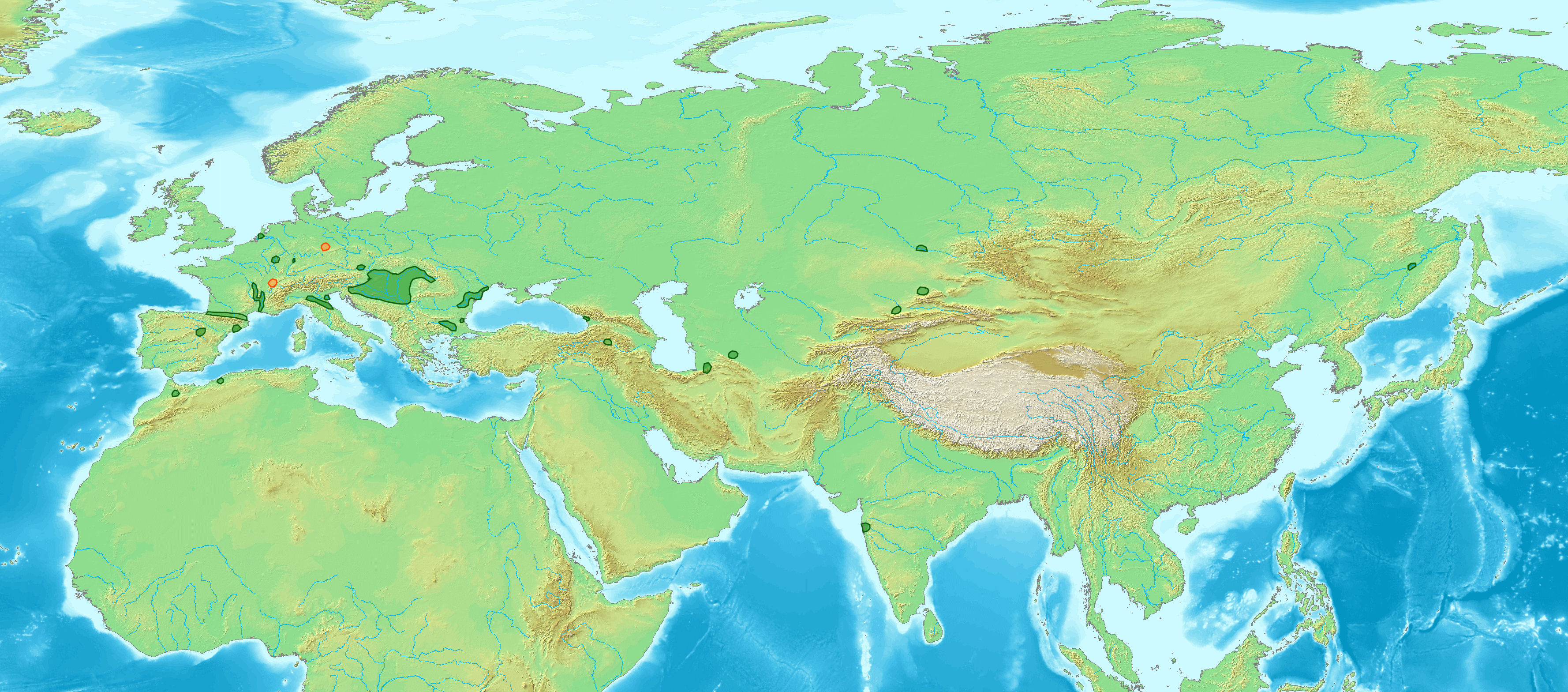